# Quỷ lùn tinh nghịch: Đồng tâm hiệp nhạc
Quỷ lùn tinh nghịch: Đồng tâm hiệp nhạc (tên tiếng Anh: Trolls Band Together) là bộ phim hoạt hình máy tính thuộc thể loại hài âm nhạc của Hoa Kỳ ra mắt năm 2023 được DreamWorks Animation sản xuất và phân phối nởi hãng Universal Pictures, dựa trên búp bê quỷ lùn Good Luck Trolls từ Thomas Dam. Phim được đạo diễn bởi Walt Dohrn với kịch bản do Elizabeth Tippet và nhóm biên kịch của Jonathan Aibel và Glenn Berger chấp bút. Đây không chỉ là phần phim hậu truyện của Quỷ lùn tinh nghịch: Chuyến lưu diễn thế giới (2020) mà còn là phần phim thứ ba của loạt phim Quỷ lùn tinh nghịch. Anna Kendrick, Justin Timberlake, Zooey Deschanel, Christopher Mintz-Plasse, Icona Pop, Anderson .Paak, Ron Funches, Kenan Thompson, Kunal Nayyar và đạo diễn Walt Dohrn sẽ tiếp tục trở lại với vai trò lồng tiếng cho các nhân vật từ các phần phim trước của họ cùng với sự tham gia của các diễn viên lồng tiếng cho các nhân vật mới bao gồm Eric André, Kid Cudi, Daveed Diggs, Troye Sivan, Camila Cabello, Amy Schumer, Andrew Rannells, RuPaul và Zosia Mamet. Trong phần phim này, Poppy (do Kendrick lồng tiếng) và Branch (do Timberlake lồng tiếng) chính thức trở thành một cặp, họ sẽ cùng với Floyd (do Sivan lồng tiếng) hợp sức để tái hợp lại những người anh em của Branch sau khi nhóm nhạc nam Bro-Zone của họ tan rã.
Ý tưởng cho phần phim tiếp theo được bắt đầu trước khi phần phim Quỷ lùn tinh nghịch: Chuyến lưu diễn thế giới vào tháng 4 năm 2020 khi Timberlake bày tỏ mong muốn tham gia trong quá trình công ty Apple Music của anh tiếp quản. DreamWorks Animation cũng chính thức xác nhận bật đèn xanh phát triển cho phần phim hậu truyện này vào tháng 11 năm 2021. Những nhân vật mới cùng với dàn diễn viên lồng tiếng mới của bộ phim cũng được công bố vào tháng 3 năm 2023. Mặc dù bộ phim được vẽ chủ yếu bằng công nghệ hoạt hình CGI nhưng phim vẫn sẽ bao gồm những phân cảnh 2D với phong cách hoạt họa lấy cảm hứng từ hai bộ phim là Yellow Submarine (1968) và Fantasia (1940). Theodore Shapiro, người đảm nhận vai trò soạn nhạc cho phần phim trước sẽ tiếp tục trở lại với vai trò cũ của phim trong phần phim hậu truyện này.
Quỷ lùn tinh nghịch: Đồng tâm hiệp nhạc được công chiếu tại các cụm rạp ở Mỹ và Việt Nam vào ngày 17 tháng 11 năm 2023.

## Nội dung
Sự xuất hiện đột ngột của John Dory, anh trai thất lạc đã lâu của Branch, đã mở ra quá khứ bí mật được che giấu bấy lâu nay của Branch. Đó là quá khứ về một ban nhạc có tên BroZone từng rất nổi tiếng nhưng đã tan rã. Từ đây, hành trình đi tìm lại các thành viên để làm một ban nhạc như xưa của Poppy và Branch trở thành chuyến phiêu lưu âm nhạc đầy cảm xúc, tràn trề hi vọng về một cuộc sum họp gia đình tuyệt với nhất.

## Lồng tiếng
- Anna Kendrick lồng tiếng vai Nữ hoàng Poppy
- Justin Timberlake lồng tiếng vai Branch
- Camila Cabello lồng tiếng vai Viva[1]
- Eric André lồng tiếng vai John Dory
- Kid Cudi lồng tiếng vai Clay
- Troye Sivan lồng tiếng vai Floyd
- Daveed Diggs lồng tiếng vai Spruce
- Andrew Rannells lồng tiếng vai Veneer
- Amy Schumer lồng tiếng vai Velvet
- Zosia Mamet lồng tiếng vai Crimp
- RuPaul lồng tiếng vai Cô Maxine
- Zooey Deschanel lồng tiếng vai Bridget
- Christopher Mintz-Plasse lồng tiếng vai Gristle Jr.
- Icona Pop lồng tiếng vai Satin và Chenelle
- Anderson .Paak lồng tiếng vai Hoàng tử D (Darnell)
- Ron Funches lồng tiếng vai Cooper
- Kenan Thompson (lồng tiếng Việt là Hoàng Rapper) lồng tiếng vai Tí Kim Cương (Tiny Diamond)
- Kunal Nayyar lồng tiếng vai Guy Diamond
- Walt Dohrn lồng tiếng vai Anh Mây (Cloud Guy) và Vua Peppy (King Peppy)

## Sản xuất
Ngày 9 tháng 4, 2020, Justin Timberlake đã bày tỏ sự thích thú về phần phim tương lai tiếp theo của Quỷ lùn tinh nghịch trong quá trình tiếp quản của công ty Apple Music của anh, "tôi hy vọng chúng tôi sẽ làm, như, bảy phần phim của Quỷ lùn tinh nghịch, bởi vì nó thực sự là một món quà không ngừng". Vào ngày 22 tháng 11 năm 2021, có thông báo chính thức về phần phim thứ ba của Quỷ lùn tinh nghịch sẽ được phát hành tại các rạp chiếu vào ngày 17 tháng 11, 2023. Anna Kendrick và Timberlake cũng xác nhận rằng họ sẽ tiếp tục trở lại lồng tiếng cho hai nhân vật Poppy và Branch. Tiếp theo vào ngày 28 tháng 3, 2023, bên cạnh việc phát hành đoạn phim giới thiệu chính thức, dàn diễn viên lồng tiếng mới của phim cũng được tiết lộ bao gồm Eric André, Kid Cudi, Daveed Diggs, Troye Sivan, Camila Cabello, Amy Schumer, Andrew Rannells, RuPaul Charles và Zosia Mamet. Đạo diễn Walt Dorhn sẽ tiếp tục ngồi vào vị trí chỉ đạo cho bộ phim sau những phần phim trước, trong khi Gina Shay sẽ trở lại với vai trò nhà sản xuất cho phần hậu truyện này. Sau đó, Tim Heitz cũng được thông báo sẽ trở thành đồng đạo diễn của bộ phim. Cùng ngày với các thông báo trên, hãng phim DreamWorks Animation cũng công bố về tựa đề chính thức của phim là Quỷ lùn tinh nghịch: Đồng tâm hiệp nhạc.
Theo như chia sẻ của Shay, ý tưởng của bộ phim được nảy ra ngay sau phần phim Quỷ lùn tinh nghịch (2016). Mặc dù, đồ họa chủ yếu của phim sẽ là CGI nhưng phim vẫn sẽ bao gồm một vài phân cảnh hoạt hình 2D với phong cách hoạt họa được lấy cảm hứng từ Yellow Submarine (1968) và Fantasia (1940).

### Âm nhạc
Vào ngày 6 tháng 3 năm 2023, Theodore Shapiro chính thức xác nhận rằng anh sẽ tiếp tục trở lại cầm trịch vai trò nhà soạn nhạc cho phần phim Quỷ lùn tinh nghịch: Đồng tâm hiệp nhạc như các phần phim trước.

## Phát hành
Quỷ lùn tinh nghịch: Đồng tâm hiệp nhạc được dự kiến sẽ công chiếu ra mắt vào ngày 17 tháng 11, 2023. Tuy nhiên, thay vì ra mắt song song tại cả rạp chiếu và video theo yêu cầu do số lượng hạn chế bởi đại dịch COVID-19 như phần phim trước là Quỷ lùn tinh nghịch: Chuyến lưu diễn thế giới (2020) thì phần phim này sẽ chỉ ra mắt độc quyền tại các rạp chiếu.
Vì một phần trong thỏa thuận 18 tháng với Netflix, phim sẽ được chiếu trực tuyến trên nền tảng Peacock trong bốn tháng đầu tiên dành cho các tài khoản trả phí, tiếp theo sẽ chuyển sang chiếu trên Netflix trong mười tháng tiếp theo và cuối cùng là trở lại với Peacock trong bốn tháng còn lại.